# IC 4753
IC 4753 је елиптична галаксија у сазвјежђу Паун која се налази на листи објеката дубоког неба у Индекс каталогу.
Деклинација објекта је - 62° 6' 28" а ректасцензија 18h 43m 33,0s. Привидна величина (магнитуда) објекта IC 4753 износи 13,1 а фотографска магнитуда 14,1. IC 4753 је још познат и под ознакама ESO 140-41, FAIR 184, AM 1838-620, PGC 62319.